# پرتوسا
پرتوسا (به ایتالیایی: Pertosa) یک کومونه در ایتالیا است که در استان سالرنو واقع شده‌است.

## خصوصیات
پرتوسا ۶ کیلومترمربع مساحت و ۷۱۴ نفر جمعیت دارد و ۳۱۰ متر بالاتر از سطح دریا واقع شده‌است.

## نگارخانه

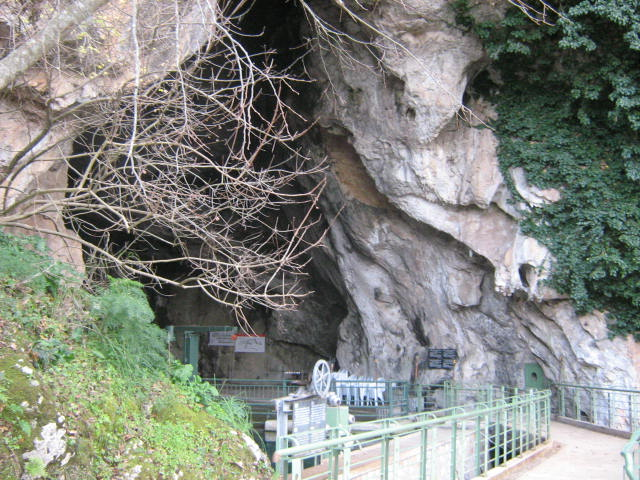
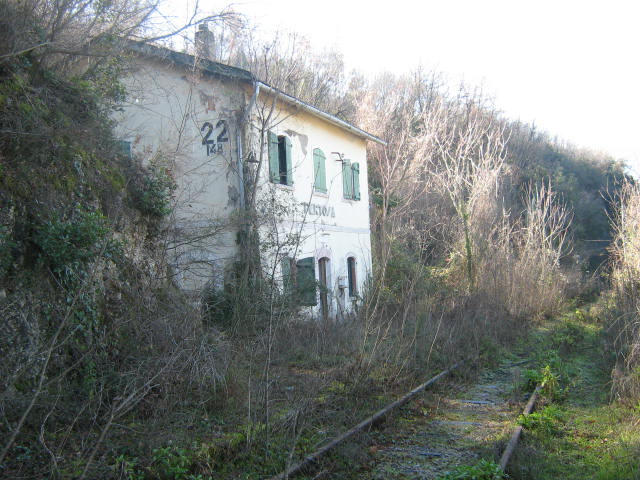